# 峨眉林蛙
峨眉林蛙（学名：Rana omeimontis），一种分布于中国南方地区的两栖动物，隶属于蛙科蛙属。模式产地为四川省峨眉山。

## 形态特征
峨眉林蛙雄蛙体长约60豪米，雌蛙体长67毫米左右。皮肤光滑，体色变异较大。繁殖季节雄蛙背面及体侧一般呈绿黄色、草黄色或绿灰色，具有浅棕色或深灰色小点；有的个体在眶间有横黑纹；背部及体侧的小疣上及其附近常有黑点；背侧褶或其外缘有黑色细纵纹；四肢背面一般有黑横纹；腹面乳黄色。